# Ritter Wulf
Santiago Pazos, cuyo nombre de nacimiento era Ritter Wulf, es un personaje ficticio de la serie de Antena 3, El Internado, siendo el antagonista principal de la serie. Fue interpretado por dos actores distintos: José Hervás en sus apariciones de la actualidad, y Hèctor Claramunt en sus apariciones de flashback de su juventud.

## Datos
Nació en la ciudad alemana de Düsseldorf en 1918 y fue educado en los ideales fascistas de la época. Se hizo doctor al servicio de la Alemania nazi y dedicó años de estudio a la Eugenesia. Fue uno de los nazis más importantes de su época, siendo el responsable de miles de muertes en los campos de concentración y el merecedor del apodo de "El Carnicero de Bełżec".
Fue el jefe de la División Bélica de la Schutzstaffel durante el tercer Reich y cirujano en el campo de concentración de Bełżec. En este lugar, Wulf experimentaba en los niños prisioneros. Fundó el Proyecto Géminis, creando tras ello un virus letal para que solo sobrevivieran los más fuertes. Este virus solo se contagiaba por la sangre, pero Wulf quería lograr su transmisión por el aire.
En febrero de 1943 mientras Wulf experimentaba con el virus, su hija Eva se tropezó y se cortó el dedo con una probeta que contenía el virus, infectándose de este. Alarmado, intentó conseguir por todos los medios la cura para el virus.
Cuando el III Reich cayó en 1945, Ritter Wulf fingió haber muerto en un bombardeo y huyó a España con Eva y con siete nazis afiliados al Proyecto Géminis. Una vez en España, Wulf cambió su nombre por el de Santiago Pazos.
Santiago Pazos pidió a un oficial Nazi que estaba en Núremberg que salvara de la quema los documentos del Proyecto Géminis y que se los enviara a España. Este se los envió mediante su hijo Helmuth, que marchó el 1 de mayo de 1945. Cuando Helmuth llegó al orfanato, le entregó su cuaderno a Wulf.
Tiempo después, Wulf todavía no había conseguido la cura para el virus, y antes de que su hija muriese, la congeló en una cápsula de cristal para que, cuando por fin encontrase la cura, la despertara y la curara.
Tras ello, continuó durante décadas con sus investigaciones para conseguir la cura, la solución era construir en secreto una máquina de radiación lumínica.
Tras el cierre del orfanato, Wulff adoptó a Irene Espí, cambiándola el nombre por el de Sandra Pazos. Varios años después de que Marcos (1992) y Paula (1999) nacieran, fingió de nuevo su propia muerte por un infarto.
En 2007 y gracias a la investigación de los miembros de una organización de víctimas del nazismo, se descubre que está vivo.
En 2008 intenta curar a su hija Eva, pero es asesinado en una explosión causada por Helmuth Von Hammer (Camilo Belmonte), antiguo colaborador suyo.

## Enlaces de interés
- Artículo en Laguna Negra Wiki

- Datos: Q9069475